# Stephen Haber
Stephen H. Haber (* 1957) ist ein US-amerikanischer Historiker und Politologe. Seit 1994 hält er verschiedene Professuren an der Stanford University. In seiner Forschung beschäftigt er sich hauptsächlich mit den Auswirkungen politischer Institutionen auf die wirtschaftliche Entwicklung, mit dem Schwerpunkt auf den Ländern Lateinamerikas und insbesondere auf Mexiko und Brasilien.

## Werdegang
Stephen Haber studierte Internationale Beziehungen an der George Washington University in Washington, D.C., wo er 1979 Mitglied der Phi-Beta-Kappa-Gesellschaft wurde sowie im gleichen Jahr mit dem Bachelor of Arts abschloss. Anschließend studierte er Geschichte an der University of California in Los Angeles, wo er 1981 den Master of Arts erhielt und anschließend ein Promotionsstudium aufnahm. Im Rahmen des Fulbright-Programms hielt er sich von 1982 bis 1983 in Mexiko auf. Von 1983 bis 1984, sowie später erneut von 1992 bis 1993, war er als Gastwissenschaftler am Center for US-Mexican Studies der University of California, San Diego. Mit seiner Dissertation The Industrialization of Mexico, 1890 to 1940: The Structure and Growth of Manufacturing in an Underdeveloped Economoy wurde Haber 1985 promoviert.
Im Anschluss an seine Promotion wurde Stephen Haber 1985 Assistant Professor am Fachbereich Geschichte der Columbia University in New York City. 1987 wechselte er in gleicher Funktion an den Fachbereich Geschichte der Stanford University in Stanford (Kalifornien), wo er 1991 eine Position als Associate Professor erhielt. Darüber hinaus war er 1987 erneut im Rahmen des Fulbright-Programms als Gastprofessor am Centro de Investigación y Docencia Económica in Mexiko-Stadt sowie 1990 an der Universidade Federal de Minas Gerais in Belo Horizonte.
1994 wurde Haber in Stanford schließlich zum Professor für Geschichte ernannt. 1997 wurde er Fellow der an der Stanford University beheimateten Forschungseinrichtungen Stanford Institute for Economic Policy Research und Stanford Center for International Development. Zusätzlich wurde er 1999 an der Stanford University zudem auf eine Professur für Politikwissenschaft sowie 2001 für Wirtschaftswissenschaft berufen. Seit 2001 ist er Fellow der Hoover Institution.
In den Sommersemestern 2013 und 2014 war Haber als Gastwissenschaftler am Center for Economic Studies der Ludwig-Maximilians-Universität München und ist seitdem Fellow der Münchner CESifo-Gruppe. Des Weiteren ist er seit 2014 Fellow des Asian Bureau of Finance and Economic Research in Singapur. Im Jahr 2015 war Haber im Rahmen eines Kooperationsprogramms der Reserve Bank of New Zealand und der Victoria University als Gastwissenschaftler an den beiden Institutionen in Wellington.
Zusammen mit Charles W. Calomiris veröffentlichte Stephen Haber 2014 das Buch Fragile by Design: The Political Origins of Banking Crises and Scarce Credit, welches unter anderem von Howard Davies in der Times Higher Education als eines der herausragenden Bücher des Jahres („Books of the Year 2014“) und von Martin Wolf in der Financial Times als eines der besten ökonomischen Werke des Jahres („Best Economic Books of 2014“) gelistet wurde, und das 2015 in chinesischer Übersetzung erschien.

## Werke (Auswahl)
- Industry and Underdevelopment: The Industrialization of Mexico, 1890–1940. Stanford University Press, Stanford 1989, ISBN 978-0-8047-1487-7.
- als Herausgeber: How Latin America Fell Behind: Essays on the Economic Histories of Brazil and Mexico, 1800–1914. Stanford University Press, Stanford 1997, ISBN 978-0-8047-2738-9.
- mit Armando Razo und Noel Maurer: The Politics of Property Rights: Political Instability, Credible Commitments, and Economic Growth in Mexico, 1876–1929. Cambridge University Press, Cambridge und New York 2003, ISBN 978-0-521-60354-6.
- mit Douglass North und Barry R. Weingast als Herausgeber: Political Institutions and Financial Development. Stanford University Press, Stanford 2008, ISBN 978-0-8047-5693-8.
- mit Herbert S. Klein, Noel Maurer und Kevin J. Middlebrook: Mexico Since 1980. Cambridge University Press, Cambridge und New York 2008, ISBN 978-0-521-60887-9.
- mit Charles W. Calomiris: Fragile By Design: The Political Origins of Banking Crises and Scarce Credit. Princeton University Press, Princeton und Oxford 2014, ISBN 978-0-691-15524-1.